# کرگدن سیاه جنوبی
کرگدن سیاه جنوبی (نام علمی: Diceros bicornis bicornis) نام یک زیرگونه منقرض‌شده از گونه کرگدن سیاه است.